# Hotel, dulce hotel
Hotel, dulce hotel es el quinto disco del cantautor español Joaquín Sabina, sacado a la venta en 1987 y del que vendió 400 000 discos.[cita requerida]
Después de dos discos firmando como Joaquín Sabina y Viceversa, el disco vuelve a estar firmado por Sabina en solitario aunque en los créditos del libreto interior sigue apareciendo dicha banda.
El disco sigue teniendo sonidos roqueros al igual que los anteriores. Fue compuesto en la isla canaria de El Hierro.

## Temas
1. Así estoy yo sin ti (Joaquín Sabina) - 5:06
2. Pacto entre caballeros (Joaquín Sabina / Javier Batanero / Pancho Varona) - 4:04
3. Que se llama Soledad (Joaquín Sabina / Javier Martínez) - 5:00
4. Besos de Judas (Joaquín Sabina) - 4:05
5. Oiga, doctor (Joaquín Sabina) - 3:20
6. Amores eternos (Joaquín Sabina) - 4:00
7. Mónica (Joaquín Sabina) - 4:02
8. Cuernos (Joaquín Sabina / Javier Batanero) - 4:00
9. Hotel, dulce hotel (Joaquín Sabina / Javier Martínez / Pancho Varona) - 4:25

## Músicos
- Guitarras: Joaquín Sabina, Manolo Rodríguez y Pancho Varona.
- Batería: Paco Beneyto y Jesús Gómez.
- Percusiones: Tito Duarte.
- Bajo: Javier Martínez.
- Saxo y clarinete: Andreas Prittwitz.
- Trompeta: Pepe Núñez.
- Trombón: Jim Kashisian.
- Coros: Joaquín Sabina, Teresa Carrillo, Javier Martínez, Javier Batanero e Isabel Oliart.
- Teclados: Javier Losada.